# Potok Wielki (gmina)
Potok Wielki (do 1954 gmina Potok) – gmina wiejska w województwie lubelskim, w powiecie janowskim. W latach 1975–1998 gmina położona była w województwie tarnobrzeskim.
Siedziba gminy to Potok Wielki.
Według danych z 31 grudnia 2020 gminę zamieszkiwało 4561 osób.

## Struktura powierzchni
Według danych z roku 2002 gmina Potok Wielki ma obszar 98,33 km², w tym:
- użytki rolne: 59%
- użytki leśne: 27%

Gmina stanowi 11,23% powierzchni powiatu.

## Demografia

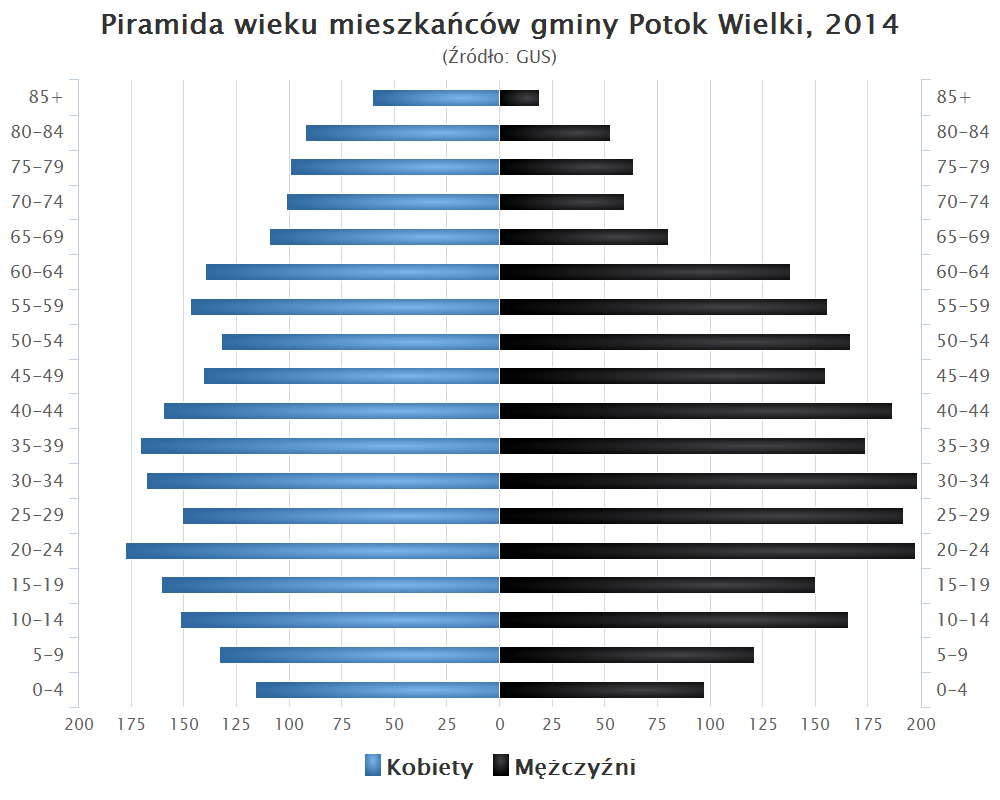
Piramida wieku mieszkańców gminy Potok Wielki w 2014 roku

Liczba ludności (dane z 31 grudnia 2020):
|        | Ogółem | Ogółem | Kobiety | Kobiety | Mężczyźni | Mężczyźni |
| osób   | %      | osób   | %       | osób    | %         |           |
| ------ | ------ | ------ | ------- | ------- | --------- | --------- |
| Ogółem | 4561   | 100    | 2289    | 50,19   | 2272      | 49,81     |
| Miasto | 0      | 0      | 0       | 0       | 0         | 0         |
| Wieś   | 4561   | 100    | 2289    | 50,19   | 2272      | 49,81     |

▶Wieś vs ▶miasto
Ogółem (▶k, ▶m)
Wieś (▶k, ▶m)

## Sołectwa
Dąbrowica, Dąbrówka, Kolonia Potok Wielki, Maliniec, Osinki, Osówek, Popielarnia, Potoczek, Potok-Stany, Potok-Stany Kolonia, Potok Wielki, Potok Wielki II, Radwanówka, Stany Nowe, Stawki, Wola Potocka, Zarajec Potocki.

## Sąsiednie gminy
Modliborzyce, Pysznica, Szastarka, Trzydnik Duży, Zaklików